# Буйни-Ксенже (Лодзинське воєводство)
Буйни-Ксенже (пол. Bujny Księże) — село в Польщі, у гміні Зелюв Белхатовського повіту Лодзинського воєводства.
Населення — 252 особи (2011).
У 1975-1998 роках село належало до Пйотрковського воєводства.

## Демографія
Демографічна структура станом на 31 березня 2011 року:
|          | Загалом | Допрацездатний вік | Працездатний вік | Постпрацездатний вік |
| -------- | ------- | ------------------ | ---------------- | -------------------- |
| Чоловіки | 117     | 18                 | 90               | 9                    |
| Жінки    | 135     | 30                 | 73               | 32                   |
| Разом    | 252     | 48                 | 163              | 41                   |